# KJI Nr. 20 und 21
Die KJI Nr. 20 und 21 sind vierfach gekuppelte Schmalspurlokomotiven der ehemaligen Kleinbahnen des Kreises Jerichow I (KJI).

## Geschichte
1938 beschafften die KJI bei Henschel zwei neue Heißdampflokomotiven zur Verstärkung des Lokomotivparkes. 1949 erhielten sie von der Deutschen Reichsbahn die Nummern 99 4801 und 4802. Nach Stilllegung ihrer Stammbahn 1965 kamen sie zur ehemaligen Rügenschen Kleinbahn. Dort blieben sie nach der Privatisierung und sind noch heute unter derselben Nummer im Einsatz.

## Technische Merkmale
Die Lokomotiven haben Ähnlichkeiten mit den Einheitsloks der Baureihe 99.32, doch sind sie etwas kleiner dimensioniert und haben keine Nachlaufachse.
Die Maschinen haben einen Innenrahmen, sie verfügen über Heusinger-Steuerung, angetrieben wird die dritte Achse. Die Wasserbehälter befinden sich seitlich des Kessels, die Kohlevorräte sind hinter dem Führerhaus untergebracht.
Bei der 99 4802 wurde 1950 der Rahmen verkürzt und die Vorlaufachse ausgebaut, dazu musste der ganze Aufbau nach hinten versetzt werden. 1964 erhielt sie die Vorlaufachse wieder zurück.